# Pieter Weening
Pieter Weening (Harkema, 5 april 1981) is een Nederlands voormalig wegwielrenner.
Weening reed van 1999 tot 2012 bij de ploegen van Rabobank, vanaf 2004 bij de profafdeling van die ploeg. Tijdens zijn eerste profjaar boekte hij een aantal overwinningen in kleine wedstrijden en reed bovendien de Ronde van Spanje uit. Vanaf 2012 reed Weening, net zoals zijn landgenoot Jens Mouris, vier seizoenen voor de Australische ploeg Orica GreenEDGE. In 2016 stapte hij over naar het team van Roompot-Oranje Peloton. Na het stoppen van team Roompot moest Weening op zoek naar een nieuwe ploeg. Deze werd pas laat in het nieuwe seizoen gevonden, op 5 juni 2020 tekende hij bij zijn nieuwe werkgever Trek-Segafredo.
Weening was met zijn etappezege in de achtste etappe van de Ronde van Frankrijk 2005 negen jaar lang de laatste Nederlander die een etappe in de Ronde van Frankrijk won, totdat Lars Boom op 9 juli 2014 in de Ronde van Frankrijk 2014 de zege pakte in de vijfde etappe.

## Biografie
In 2005 werd Weening in de Ronde van het Baskenland, een ProTour-wedstrijd, vlak voor de streep ingehaald tijdens de koninginnenrit. Verder deed hij veel knechtenwerk voor zijn ploeg in een andere ProTour-wedstrijd, de Amstel Gold Race. In de Ronde van Frankrijk 2005 wist Weening de achtste etappe te winnen met een fractie van een seconde (0.0002) voorsprong op Andreas Klöden en vlak achter hen het sprintende peloton, dat daarvoor goed was afgestopt door Michael Boogerd, ook van de Rabobank-ploeg. Weening werd dat jaar ook verkozen tot wielrenner van het jaar.
In 2011 behaalde hij een zesde plek in het algemeen klassement van de Ronde van Romandië. Later sloeg hij een dubbelslag in de vijfde etappe van de Ronde van Italië, die de renners deels over de onverharde wegen voerde die bekend zijn uit de Strade Bianche. Hij won de rit en veroverde ook de roze leiderstrui. Deze trui wist hij vervolgens vier dagen te behouden. Hiermee werd Weening de zesde Nederlander die het klassement in de Giro heeft aangevoerd.
Zijn eerste zege in dienst van Orica-GreenEdge volgde in 2013. Weening won in dat jaar het algemeen klassement van de Ronde van Polen door in de afsluitende tijdrit een achterstand om te buigen in een ruime voorsprong. In 2014 won Weening de negende etappe in de Ronde van Italië. Hij won ook nog samen met zijn ploeg Orica-GreenEdge de ploegentijdrit die de Giro opende, en herhaalde deze ploegenprestatie in 2015.
Vanaf 2016 kwam Weening uit voor Roompot-Oranje Peloton, waarmee hij in dat jaar de Ronde van Noorwegen en een bergetappe in de Ronde van Zwitserland op zijn naam wist te schrijven. In 2020 maakte hij bekend te stoppen. Na zijn loopbaan startte Weening in 2022 zijn loopbaan als ploegleider bij het Australische Team BikeExchange-Jayco.

## Palmares

### Amateurs
1999
Alpenklassieker, Junioren
2002
3e etappe Ronde van Thüringen (ITT)
Eindklassement Ronde van Thüringen
 Nederlands kampioen op de weg, Beloften
4e etappe Ronde van Luik
3e etappe Transalsace International
Eindklassement Transalsace International
2003
2e etappe Jadranska Magistrala
Eindklassement Jadranska Magistrala
1e etappe Ronde van Thüringen
2e etappe Ronde van Limburg
Eindklassement Ronde van Limburg

### Elite

#### Overwinningen
2005 - 2 zeges
8e etappe Ronde van Frankrijk
6e etappe Ronde van Polen
2008 - 1 zege
Ridderronde Maastricht
2009 - 1 zege
3e etappe Ronde van Oostenrijk
2011 - 1 zege
5e etappe Ronde van Italië
2013 - 1 zege
Eindklassement Ronde van Polen
2014 - 3 zeges
1e (TTT) en 9e etappe Ronde van Italië
Ronde van Toscane
2015 - 1 zege
1e etappe Ronde van Italië (TTT)
2016 - 3 zeges
2e etappe Ronde van Noorwegen
Eindklassement Ronde van Noorwegen
6e etappe Ronde van Zwitserland
2017 - 1 zege
3e etappe Ronde van Noorwegen
2018 - 1 zege
5e etappe Ronde van Oostenrijk
2019 - 1 zege
2e etappe Ronde van Luxemburg

#### Resultaten in voornaamste wedstrijden
| Jaar | Ronde van Italië | Ronde van Frankrijk | Ronde van Spanje |
| ---- | ---------------- | ------------------- | ---------------- |
| 2004 |                  |                     | 59e              |
| 2005 |                  | 72e (1)             |                  |
| 2006 |                  | 92e                 | 61e              |
| 2007 |                  | 128e                |                  |
| 2008 |                  | 63e                 |                  |
| 2009 |                  |                     | 44e              |
| 2010 | 24e              |                     |                  |
| 2011 | 45e (1)          |                     |                  |
| 2012 |                  | 72e                 | 88e              |
| 2013 | 38e              |                     |                  |
| 2014 | opgave (1)       |                     |                  |
| 2015 | 92e              | 144e                |                  |
| 2016 |                  |                     |                  |
| 2017 |                  |                     |                  |
| 2018 |                  |                     |                  |
| 2019 |                  |                     |                  |
| 2020 | opgave           |                     |                  |

| Jaar | Ronde van Vlaanderen | Amstel Gold Race | Luik-Bast.‑Luik | Ronde van Lombardije | Waalse Pijl | Brabantse Pijl |  | WK op de weg |  | Wereldranglijsten |
| ---- | -------------------- | ---------------- | --------------- | -------------------- | ----------- | -------------- |  | ------------ |  | ----------------- |
| 2004 |                      |                  |                 | 36e                  |             |                |  | opgave       |  |                   |
| 2005 |                      | 50e              | 29e             | 37e                  |             |                |  | 65e          |  | 48e (UPT)         |
| 2006 |                      | 79e              | opgave          | 33e                  | 24e         |                |  |              |  |                   |
| 2007 |                      | 46e              | 88e             | opgave               | 36e         |                |  |              |  |                   |
| 2008 |                      |                  |                 | 21e                  |             |                |  |              |  |                   |
| 2009 |                      | 105e             | opgave          |                      | 98e         | 24e            |  |              |  | 73e (UWK)         |
| 2010 |                      |                  | 60e             |                      |             |                |  |              |  |                   |
| 2011 |                      |                  |                 | 57e                  | 123e        |                |  | 60e          |  | 80e (UWT)         |
| 2012 |                      |                  |                 | opgave               |             |                |  |              |  | 223e (UWT)        |
| 2013 |                      | 8e               | 33e             | opgave               | 76e         |                |  | 25e          |  | 25e (UWT)         |
| 2014 |                      | 67e              | 34e             | 49e                  | 72e         | 71e            |  | opgave       |  | 121e (UWT)        |
| 2015 |                      | 68e              | 14e             |                      | 94e         |                |  |              |  |                   |
| 2016 | 92e                  | 46e              | 64e             |                      | 27e         | 48e            |  |              |  |                   |
| 2017 |                      |                  | 131e            |                      |             |                |  |              |  |                   |
| 2018 | opgave               | 85e              |                 |                      |             | 39e            |  | 69e          |  | 272e (UWR)        |
| 2019 | 46e                  | 88e              |                 |                      |             | 58e            |  | opgave       |  | 347e (UWR)        |
| 2020 |                      |                  |                 |                      |             |                |  | 79e          |  |                   |

#### Resultaten in kleinere rondes
| Jaar | Ronde van Yorkshire | Ronde van Noorwegen | Ronde van Luxemburg | Ronde van Zwitserland | Ronde van Oostenrijk | Ronde van Polen |
| ---- | ------------------- | ------------------- | ------------------- | --------------------- | -------------------- | --------------- |
| 2003 |                     |                     |                     |                       | 8e                   |                 |
| 2004 |                     |                     |                     | DNF                   |                      |                 |
| 2005 |                     |                     |                     |                       |                      | (1 etappe)      |
| 2006 |                     |                     | 29e                 | 24e                   |                      |                 |
| 2007 |                     |                     |                     |                       |                      | 19e             |
| 2008 |                     |                     |                     |                       |                      | 13e             |
| 2009 |                     |                     |                     | 29e                   | 6e (1 etappe)        | 4e              |
| 2010 |                     |                     |                     |                       | 10e                  |                 |
| 2011 |                     |                     |                     | 71e                   |                      |                 |
| 2012 |                     |                     |                     |                       |                      |                 |
| 2013 |                     |                     |                     |                       |                      | ↑               |
| 2014 |                     |                     |                     |                       |                      | 37e             |
| 2015 |                     |                     |                     |                       |                      |                 |
| 2016 | DNF                 | (1 etappe)          | 51e                 | 62e (1 etappe)        | DNF                  |                 |
| 2017 | 71e                 | (1 etappe)          | 28e                 | 100e                  | 13e                  |                 |
| 2018 | DNF                 | 21e                 | 18e                 |                       | 43e (1 etappe)       |                 |
| 2019 |                     | 36e                 | 11e (1 etappe)      |                       |                      |                 |
| 2020 |                     |                     |                     |                       |                      |                 |

(*) tussen haakjes aantal individuele etappe-overwinningen

## Ploegen
- 2001 –  Rabobank GS3
- 2002 –  Rabobank GS3
- 2003 –  Rabobank GS3
- 2004 –  Rabobank
- 2005 –  Rabobank
- 2006 –  Rabobank
- 2007 –  Rabobank
- 2008 –  Rabobank
- 2009 –  Rabobank
- 2010 –  Rabobank
- 2011 –  Rabobank Cycling Team
- 2012 –  Orica GreenEDGE [a]
- 2013 –  Orica GreenEDGE
- 2014 –  Orica GreenEDGE
- 2015 –  Orica GreenEDGE
- 2016 –  Roompot-Oranje Peloton
- 2017 –  Roompot-Nederlandse Loterij
- 2018 –  Roompot-Nederlandse Loterij
- 2019 –  Roompot-Charles
- 2020 –  Trek-Segafredo (vanaf 5 juni)

Aernouts ·
ten Dam ·
Dekkers ·
De Weert · 
Elijzen ·
Eltink ·
Giling ·
Hesjedal · 
Hoeben · 
Hutten · 
van Hummel ·
de Knegt ·
de Kort ·
Louwers ·
Möhlmann ·
Mouris ·
Posthuma ·
Scheuneman ·
Sutherland ·
Verhagen ·
Weening
Aernouts ·
ten Dam ·
Dekker ·
Dekkers ·
Elijzen ·
Eltink ·
Giling ·
Groenendaal · 
Hesjedal · 
van Hummel ·
de Knegt ·
Kohl ·
de Kort ·
Mouris ·
Posthuma ·
Scheuneman ·
Sutherland ·
Vastaranta · 
Verhagen ·
Weening
den Bakker ·
Bartko ·
Boogerd ·
Boven ·
E. Dekker ·
Dekkers ·
De Weert ·
Freire  · 
de Groot ·
Hayman · 
Hunter ·
de Jongh ·
Kroon ·
Leipheimer ·
Lotz ·
Mutsaars ·
Niermann ·
Posthuma ·
Rasmussen ·
Sentjens ·
Traksel ·
Veneberg ·
Wauters ·
Weening ·
Wielinga ·
T. Dekker (stagiair) ·
Eltink (stagiair) 
den Bakker ·
Boogerd ·
Boven ·
E. Dekker ·
T. Dekker ·
Eltink ·
Freire  · 
de Groot ·
Hayman · 
Horrillo ·
de Jongh ·
Kolobnev ·
Kroon ·
Löwik ·
Mensjov ·
Mutsaars ·
Niermann ·
Posthuma ·
Rasmussen ·
Scheuneman ·
Sentjens ·
Sutherland (tot 30/09) ·
Vastaranta ·
Veneberg ·
Wauters ·
Weening ·
Wielinga
Ardila ·
Boogerd ·
Boven ·
Brown ·
E. Dekker ·
T. Dekker ·
Eltink ·
Flecha ·
Freire · 
de Groot ·
Hayman · 
Horrillo ·
Kolobnev ·
Löwik ·
de Maar ·
Mensjov ·
Niermann ·
Posthuma ·
Rasmussen ·
Reus ·
Scheuneman ·
Sentjens ·
Vastaranta ·
Veneberg ·
Walker ·
Wauters ·
Weening
Ardila ·
van Bon ·
Boogerd ·
Boven ·
Brown ·
Dekker ·
Eltink ·
Flecha ·
Flens ·
Freire · 
Gesink ·
de Groot ·
Hayman · 
van Heeswijk ·
Horrillo ·
Kozontsjoek ·
Langeveld ·
Löwik ·
de Maar ·
Mensjov ·
Moerenhout ·
Niermann ·
Posthuma ·
Rasmussen (tot 31/07) ·
Reus ·
Veneberg ·
Walker ·
Weening
Ardila ·
Boven (tot 16/04) ·
Brown ·
ten Dam ·
Dekker (tot 14/08) ·
Elijzen ·
Eltink ·
Flecha ·
Flens ·
Freire · 
Gesink ·
de Groot ·
Hayman · 
Horrillo ·
Kozontsjoek ·
Langeveld ·
Leezer ·
Löwik ·
de Maar ·
Martens ·
Mensjov ·
Moerenhout ·
Mollema ·
Niermann ·
Posthuma ·
Reus ·
Tankink ·
Walker ·
Weening ·
van Emden (stagiair) 
Ardila ·
Boom ·
Brown ·
Clement ·
ten Dam ·
van Emden ·
Flecha ·
Flens ·
Freire · 
Gárate ·
Gesink ·
de Groot ·
Hayman · 
Horrillo ·
Kozontsjoek ·
Langeveld ·
Leezer ·
de Maar ·
Martens ·
Mensjov ·
Moerenhout ·
Mollema ·
Niermann ·
Nuyens ·
Posthuma ·
Reus ·
Stamsnijder ·
Tankink ·
Tjallingii ·
Weening
Ardila ·
Boom ·
Brown ·
Clement ·
ten Dam ·
van Emden ·
Flens ·
Freire · 
Gárate ·
Gesink ·
Kozontsjoek ·
Kruijswijk ·
Langeveld ·
Leezer ·
Martens ·
Mensjov ·
Moerenhout ·
Mollema ·
Niermann ·
Nuyens ·
Posthuma ·
Reus (tot 31/08) ·
Stamsnijder ·
Tankink ·
Tjallingii ·
Weening ·
van Winden · 
Bol (stagiair)
Barredo ·
Boom ·
Bos ·
Breschel ·
Brown ·
Clement ·
ten Dam ·
van Emden ·
Flens ·
Freire · 
Gárate ·
Gesink ·
Kruijswijk ·
Langeveld ·
Leezer ·
Martens ·
Matthews ·
Mollema ·
Niermann ·
Sánchez ·
Slagter ·
Tankink ·
Tjallingii ·
Vermeltfoort ·
Weening ·
van Winden · 
Wynants ·
Goos (stagiair)
Albasini · Beppu · Bewley · Bobridge · Clarke · Cooke · Davis · Dean · Docker · Durbridge · Gerrans · Goss · Hepburn · Howard · Impey · Keukeleire · Kruopis · Lancaster · Langeveld · McEwen · Meier · C.Meyer · T.Meyer · Mouris · O'Grady · Sulzberger · Teklehaimanot · Tuft · Vaitkus · Weening · Wilson
Albasini · Beppu · Bewley · Clarke · Cooke · Davis · Docker · Durbridge · Gerrans · Goss · Hepburn · Howard · Howson (stagiair) · Impey · Kang (stagiair) · Keukeleire · Kruopis · Lancaster · Langeveld · Matthews · Meier · C.Meyer · T.Meyer · Mouris · O'Grady · Sulzberger · Teklehaimanot · Tuft · Vaitkus · Weening
Albasini · Bewley · Chaves · Clarke · Docker · Durbridge · Ewan · Gerrans · Goss · Hayman · Hepburn · Howard · Howson · Impey · Keukeleire · Kruopis · Lancaster · Matthews · Meier · C.Meyer · Mouris · Santaromita · Schurter · Tuft · Weening · A.Yates · S.Yates · Cort (stagiair)
Albasini · Bewley · Blythe · Chaves · Clarke · Cort · Docker · Durbridge · Ewan · Gerrans · Hayman · Hepburn · Howard · Howson · Impey · Keukeleire · Lancaster · Matthews · Meier · C.Meyer · Mouris · Santaromita · Tuft · Weening · A.Yates · S.Yates
Ariesen · Asselman · Budding · van Empel · van Ginneken · van Goethem · van der Hoorn · Kreder · Ligthart · van der Lijke · Looij · Meijers · Mouris · Reinders · Riesebeek · Tusveld · Vermeltfoort · de Vries · Weening
Ariesen · Asselman · Budding · van Empel · Gerts · van Ginneken · van Goethem · de Greef · van der Hoorn · Ligthart · van der Lijke · Meijers · Reinders · Riesebeek · van Schip · Vermeltfoort · Weening · Wippert
Asselman · Boom · De Bie · De Witte · Duijn · M. Lammertink · Leysen · Livyns · Reinders · Riesebeek · Steels · Timmermans · Van Ginneken · Van der Lijke · Van Poppel · van Schip · Van Staeyen · Weening
Bernard · Brambilla · Ciccone · Clarke · Conci · De Kort · Eg · Elissonde · Kamp · Kirsch · Liepiņš · López · Mollema · Mosca · Moschetti · Mullen · A. Nibali · V. Nibali · Pedersen  · Porte · Quarterman · Reijnen · Ries · Simmons · Skujiņš · Stuyven · Theuns · Weening (vanaf 5 juni) · Fancellu (stagiair) · Skjelmose Jensen (stagiair) · Tiberi (stagiair)